# 名鉄生活創研
株式会社名鉄生活創研（めいてつせいかつそうけん）は、愛知県名古屋市中村区に本社を置き、小売・物販事業を行う名鉄グループの企業。名鉄リテールホールディングス（中間持株会社）の子会社である。
雑貨店「ロフト」をフランチャイズ方式で運営するほか、名古屋鉄道の駅売店・駅ナカコンビニの運営、携帯電話販売代理店（キャリアショップ）の運営などを行っている。

## 沿革
- 1995年（平成7年）7月 - 会社設立。
- 1996年（平成8年）- ロフト名古屋をナディアパーク内に開業。
- 2017年（平成29年）7月3日 - 本社を名古屋市中村区名駅1丁目2番1号から、名古屋市中区栄3丁目18番1号へ移転[2]。
- 2022年（令和4年）
  - 7月1日 - 物販事業を名鉄産業株式会社から[4]、携帯電話販売代理店事業を名鉄薬品株式会社から継承[1][3]（分割吸収による）。
  - 7月4日 - 本社を名古屋市中区栄3丁目18番1号から、名鉄バスターミナルビル内へ移転[2]。
- 2024年（令和6年）7月1日 - 株式会社名鉄リテールホールディングスの子会社となる[1]。

## 事業
最新の店舗・事業一覧については、会社公式サイト「事業・店舗紹介」を参照。

### ロフト
名古屋市および岐阜県岐阜市で、雑貨店「ロフト」をフランチャイズ方式で運営する。
- ロフト名古屋（名古屋市中区）- ナディアパーク内、1996年開店、2023年閉店。
- 岐阜ロフト（岐阜県岐阜市）- 名鉄岐阜駅直結、2000年開店。
- 名駅ロフト（名古屋市中村区）- 名鉄百貨店本店内、2015年開店。
- 栄ロフト（名古屋市中区）- SAKAE NOVA内、2021年11月26日開店[5]。
- 星が丘ロフト（名古屋市千種区）- 星が丘テラス内、2022年11月25日開店[6]。

### 成城石井
スーパーマーケット「成城石井」をフランチャイズ方式で運営している。
- 成城石井 アスナル金山店（名古屋市中区）
- 成城石井 藤が丘effe店（名古屋市名東区）
- 成城石井 栄セントラルパーク店（名古屋市中区）
- 成城石井 豊田T-FACE店（豊田市）

### コンビニエンスストア・駅売店
2022年（令和4年）7月1日付で名鉄産業（現：名鉄エリアパートナーズ）より事業譲受。店舗は主に名古屋鉄道各線の駅構内に所在する。
- ファミリーマート
  - 駅売店型の店舗は「ファミリーマート エスタシオ」を称している。
  - 名鉄病院内の店舗は「ハートフル・ファミリーマート」を称している。
- サンコス

独自ブランドであるサンコス（Suncos）のほか、名鉄産業時代には駅店舗事業の販売部門としてフランチャイズ契約によるサンクス（Sunkus）の営業も行っていた。サンクスアンドアソシエイツ（2004年（平成16年）よりサークルKサンクス）との2001年（平成13年）からの10年間の契約期間を満了し、2011年（平成23年）からはサンコスとともに順次ファミリーマート（初代法人）とのフランチャイズ契約を結んでファミリーマートエスタシオ（FamilyMart Estació）に鞍替えしている。
駅構内の清涼飲料水・タバコ等の自動販売機の営業、飲食店のフランチャイジーでもある。

### ドコモショップ
NTTドコモの携帯販売代理店「ドコモショップ」を運営。2022年（令和4年）7月1日付で名鉄薬品より事業譲受。
- ドコモショップなるみ鹿山店（名古屋市緑区）
- ドコモショップ田原店（田原市）

### ラッキーセンター
名鉄名古屋駅に近接する宝くじ売場「名古屋ラッキーセンター」を運営している。

### 名鉄商店
オリジナル商品も多数扱う土産物店「名鉄商店」を、名鉄百貨店本店内に2022年12月1日に開店している。
また、2024年9月にオープンしたあつたnagAya内に2号店となる「名鉄商店ATSUTA」を開店した。